# Möðrudalsöræfi

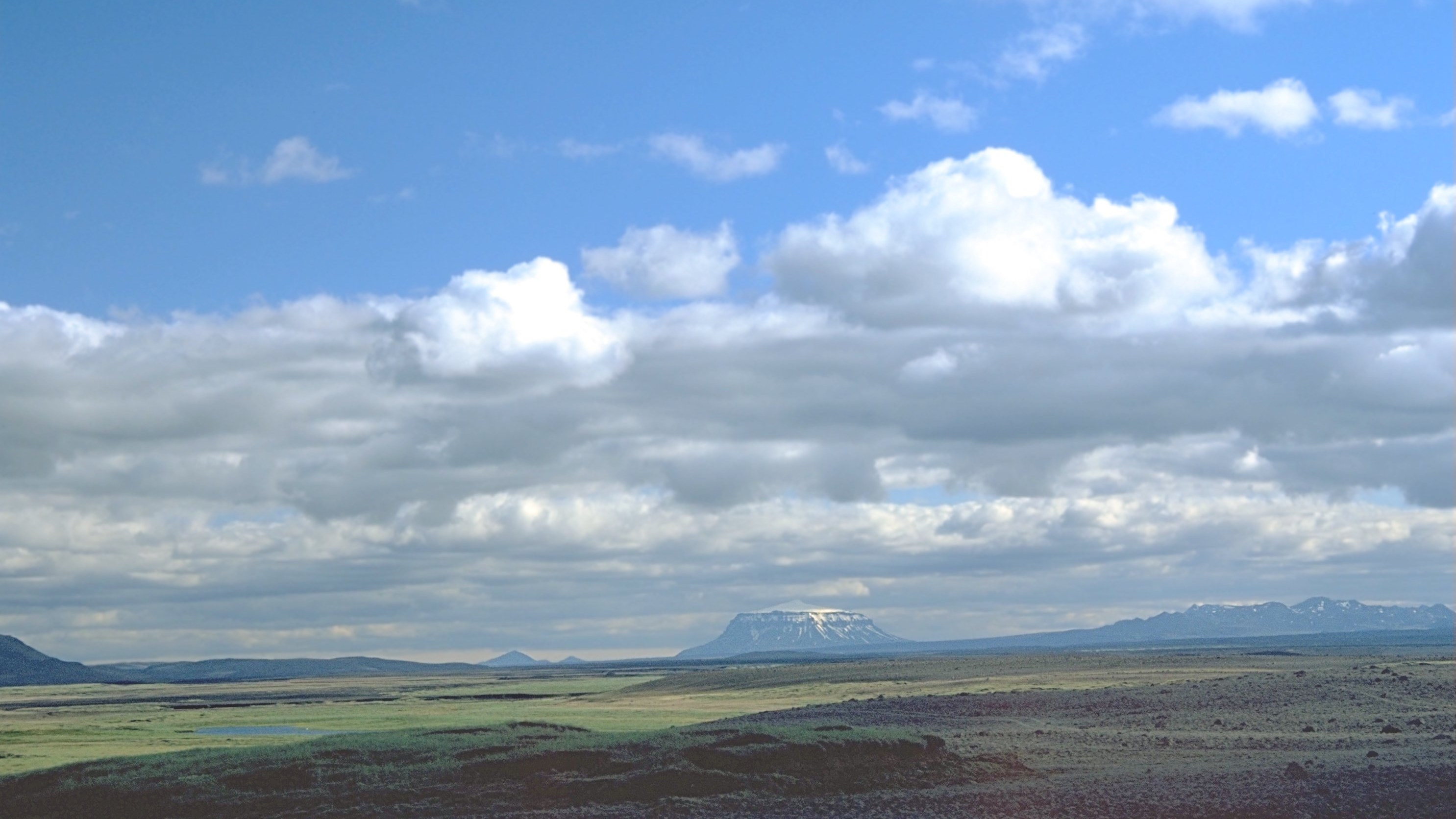
Blick über Möðrudalsöræfi zur Herðubreið

Unter Möðrudalsöræfi versteht man einen Teil des isländischen Hochlands. Das Gebiet befindet sich im Nordosten von Island rund um die bebauten Gebiete, die zu dem Hof Möðrudalur gehören, nach dem es auch benannt ist. In manchen Büchern findet man auch die Bezeichnung Möðrudalsheiði.

## Wüste
Es handelt sich um eine großenteils wüstenhafte Gegend, was auch der Name vermuten lässt: öræfi ist ein isländisches Wort für Einöde oder Wüste (vgl. auch Öræfajökull).
Das Möðrudalsöræfi grenzt im Osten an die Jökuldalsheiði, im Süden an das Ódáðahraun und die Brúaröræfi, im Westen an die Mývatnsöræfi, im Norden an die Haugsöræfi.

## Möðrudalsfjallgarður
Der Gebirgszug des Möðrudalsfjallgarður, der im Osten des Hofes liegt, gehört auch zu dieser wüstenhaften Gegend ebenso wie die Palagonitberge der Víðidalsfjöll. Der Möðrudalsfjallgarður besteht ebenfalls aus Palagonit, die Berge sind sehr steil und im Allgemeinen zwischen 700 und 800 m hoch, der höchste von ihnen ist Geitafell mit 851 m. Der alte Teil der Ringstraße überquert diese Berge. Von der Passhöhe besteht eine Aussicht über die Gegend und weithin bis zur Askja.

## Víðidalsfjöll (Norðurmúlasýsla)
Es gibt auch einen Gebirgszug gleichen Namens in Nordwestisland bei Blönduós.
Die Víðidalsfjöll im Bezirk Norðumúlasýsla liegen östlich der Ringstraße Nr. 1. Es handelt sich um einen Gebirgszug, der bei Ausbrüchen aus einer Vulkanspalte unter einem Gletscher hervorgegangen ist und aus Palagonit besteht.
Die Berge sind spitze Vulkankegel, die bis zu 856 m ansteigen.

## Alte und neue Ringstraße
Die Ringstraße durchquert die Einöde. Sie führt unter anderem an den Víðidalsfjöll entlang. Die alte Trassenführung (heute nicht asphaltierte Straße Nr. 901) verlief direkt am Hof Möðrudalur vorbei. Dieser liegt seit der Verlegung der Trasse 2005 nun 8 km abseits der asphaltierten  Überlandverbindung.